# Hippolyte Legraverand
Pour les articles homonymes, voir Legraverand.
Hippolyte Legraverand est un homme politique français né le 7 avril 1806 à Rennes (Ille-et-Vilaine) et décédé le 11 juin 1870 à Paris.
Fils de Jean-Marie Emmanuel Legraverend, il est avocat à Rennes. Il est député d'Ille-et-Vilaine de 1842 à 1849, siégeant d'abord chez les libéraux, à l'aile gauche de la majorité dynastique soutenant la Monarchie de Juillet, puis au centre sous la Deuxième République.

## Sources
- « Hippolyte Legraverand », dans Adolphe Robert et Gaston Cougny, Dictionnaire des parlementaires français, Edgar Bourloton, 1889-1891 [détail de l’édition]